# روز استقلال (مالزی)

روز استقلال (مالایی: Hari Merdeka، هم چنین به عنوان Hari Kebangsaan یا «روز ملی» شناخته می‌شود) روز استقلال رسمی مالایا است. این در اعلان استقلال مالایا که روز ۳۱ اوت ۱۹۵۷ بود، یاد کرده شده‌است، و در ماده ۱۶۰ قانون اساسی مالزی به روشنی بیان شده‌است. این روز در مراسم رسمی و غیررسمی به یاد داشته شده و در سراسر کشور تکریم می‌گردد.
بزرگداشت روز ملی مالزی در ۳۱ اوت، به علت فراخوانی ارجحیت جشن هاری مالزی (روز مالزی) در ۱۶ سپتامبر به جای آن، در بین برخی باعث مناقشه است. هاری مالزی بزرگداشت تشکیل مالزی در سال ۱۹۶۳ است، وقتی که چهار موجودیت مستقل بورنئو شمالی، ساراواک، سنگاپور و مالایا با یکدیگر متحد شدند تا مالزی شکل بگیرد. برخی، به خصوص مردم مالزی شرقی، این موضوع را مورد مناقشه قرار داده‌اند که وقتی تشکیل کشور مالزی در سال ۱۹۶۳ اتفاق افتاده‌است، غیر منطقی است ۳۱ اوت ۱۹۵۷ به عنوان روز ملی مالزی جشن گرفته شود. موافقان هاری مردکا بر این نکته استدلال دارند که فدراسیون، همانگونه که در ماده ۱۶۰ قانون اساسی مالزی مشخص گردیده‌است، فدراسیون مالایا است که در سال ۱۹۵۷ تأسیس شد.